# Xã Deerfield, Quận Steele, Minnesota
Xã Deerfield (tiếng Anh: Deerfield Township) là một xã thuộc quận Steele, tiểu bang Minnesota, Hoa Kỳ. Năm 2010, dân số của xã này là 517 người.